# Ludvika
Ludvika è una cittadina della Svezia centrale, capoluogo del comune omonimo ed estesa anche sul territorio del comune di Smedjebacken, nella contea di Dalarna; nel 2010 aveva una popolazione di 14 498 abitanti su un'area di 10,93 km².
La città è famosa per essere la città dove Peter Tägtgren, chitarrista e cantante della band Death Metal Hypocrisy ha fondato la band stessa.
Inoltre a Luvika è nato Kjell Hilding Lövbom (Kee Marcello), chitarrista degli Europe dal 1986 al 1992.